# Гавриш Іван Степанович (депутат ВР УРСР)
Іван Степанович Гавриш (29 червня 1947, місто Косів, тепер Косівського району Івано-Франківської області) — український радянський діяч, різьбяр Косівського виробничо-художнього об'єднання «Гуцульщина» Івано-Франківської області. Депутат Верховної Ради УРСР 9-го скликання.

## Біографія
Освіта середня.
З 1965 року — робітник районної заготівельної контори, різьбяр по дереву.
У 1966—1969 роках — служба в Радянській армії.
З 1969 року — різьбяр Косівського виробничо-художнього об'єднання «Гуцульщина» Косівського району Івано-Франківської області.
Потім — на пенсії в місті Косові Івано-Франківської області.

## Нагороди
- ордени
- медалі